# Leptomeria pachyclada
Leptomeria pachyclada är en tvåhjärtbladig växtart som beskrevs av Friedrich Ludwig Diels. Leptomeria pachyclada ingår i släktet Leptomeria och familjen Amphorogynaceae. Inga underarter finns listade i Catalogue of Life.